# Shangri-la (Gotthard)
Shangri-la è il secondo singolo estratto da Need to Believe, l'ottavo album in studio della rock band svizzera Gotthard. È stato pubblicato in tutto il mondo nell'agosto del 2009, pochi giorni prima dell'uscita dell'album, tranne in Svizzera, dove uscì invece la title track Need to Believe.
La canzone è stata pubblicata per il solo download digitale, in una versione radiofonica ridotta rispetto a quella contenuta nell'album, di cui è stata tagliata la lunga introduzione. Il singolo include anche Need to Believe, precedentemente pubblicata solo in Svizzera.

## Tracce
iTunes Single
1. Shangri-la – 3:03 (Steve Lee, Marc Lynn, Fredrik Thomander, Anders Wikstroem)
2. Need to Believe – 3:57 (Lee, Leo Leoni)